# 藤戸寺

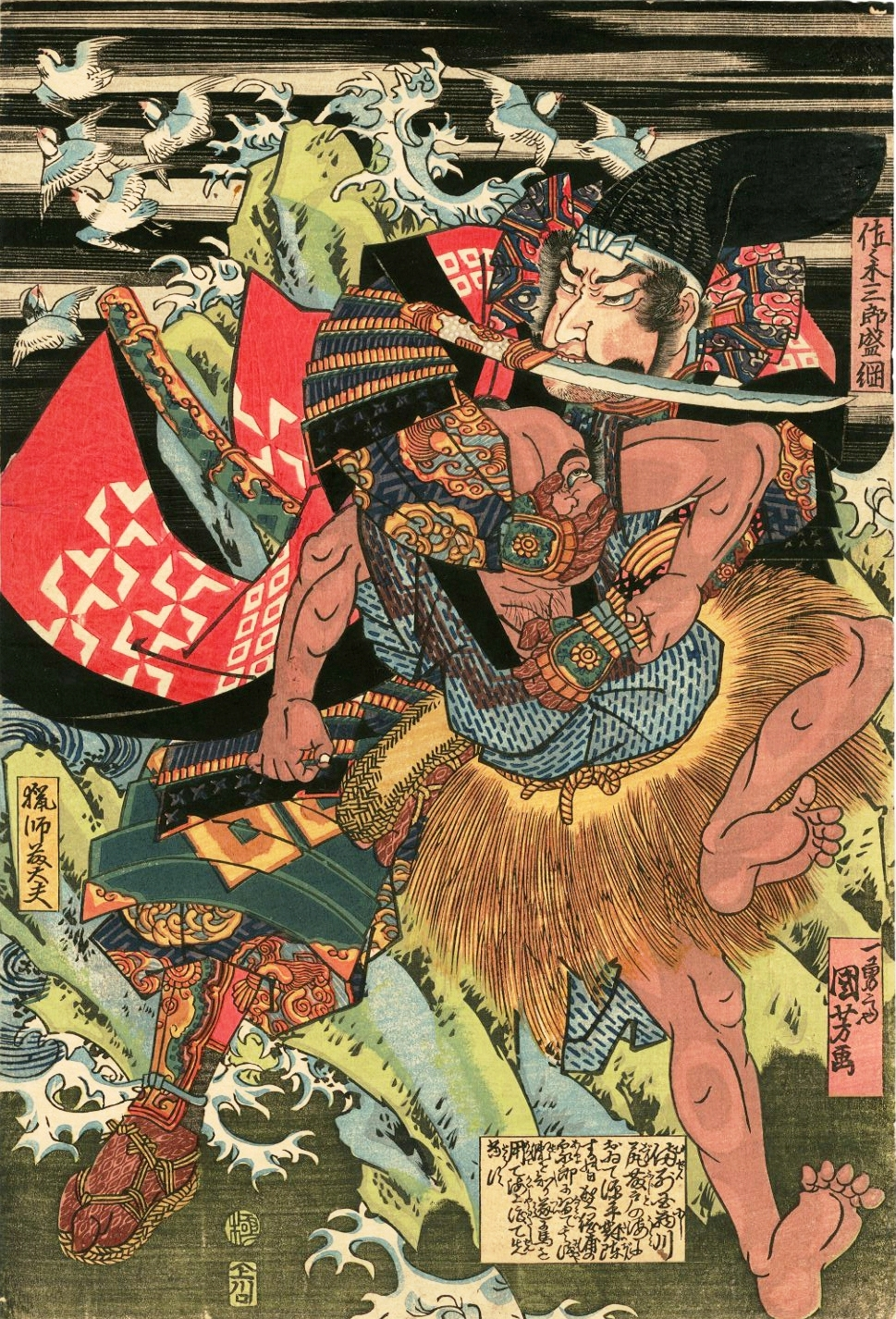
漁師義太夫を殺す佐々木盛綱（歌川国芳画）

藤戸寺（ふじとじ）は、岡山県倉敷市藤戸町藤戸に所在する高野山真言宗の寺院。山号は補陀楽山。本尊は千手観音。「藤戸のお大師様」、「源平合戦供養の寺」として知られる。

## 概要
寺伝によれば、この地に寺院が建立された由来は以下の通りである。寺の周囲がまだ海であった慶雲2年（705年）に千手観音像が海中から浮かび上がり、それを安置したことに始まる。その約30年後、諸国を巡っていた行基により安置してあった千手観音像を本尊とし天平年間（729年 – 748年）に寺院を創建した。
寿永3年（1184年）12月、源平合戦の藤戸の戦いで戦功を挙げた佐々木盛綱は、戦後、この寺院の周辺である児島郷を領地として拝領し、戦乱で荒廃した寺院を修復したとされる。
盛綱は合戦の際に若い漁師が道案内をしたことで武功を立てたが口封じのために殺害したと言われる。その漁師の霊と合戦の戦没者を弔うために当寺院で大法要を営んだと伝えられている。この伝説は謡曲「藤戸」として能の演目の一つとなっている。以後、毎年、藤戸寺土砂加持法会において盛綱とともに供養されている。
寺院は応仁の乱以後、戦国時代に至るまで兵乱によりたびたび戦火に見舞われた。江戸時代、岡山藩の領地になってようやく伽藍が整備された。本堂は岡山藩5代藩主池田治政の命により天明元年（1781年）に再建された。
平成14年（2002年）5月6日に放送された水戸黄門第30部17話は、藤戸寺を中心とした話の構成となっていた。3月19日・20日に藤戸寺で撮影が行われた。当時の黄門役は石坂浩二。

## 義太夫 藤戸の浦
昭和44年（1969年）東京国立劇場において公演となった義太夫である。原作は有吉佐和子。藤戸合戦の際に殺害された漁師の若者と若者の母を中心に、戦争と平和、母と子の愛情を主題としている。翌、昭和45年（1970年）には岡山公演が行われ利益は藤戸寺の修復に寄贈された。
野沢喜左衛門が作曲を担当。振付は藤間勘右衛門。若者を藤間勘右衛門、若者の母を吾妻徳穂が演じた。

## 文化財
岡山県指定重要文化財
- 石造藤戸寺五重塔婆
高さ 355センチメートル。花崗岩製。本堂の北西に建っている。初重東面の輪郭下部に寛元元年十月十八日の銘がある。寛元元年は西暦1243年で、鎌倉時代中期の製作であると思われる。昭和33年（1958年）4月10日指定。